# Bink
빙크 비디오(Bink video)는 RAD 게임 툴스가 개발한 사유 비디오파일 포맷이다.
스타크래프트가 이 기술을 사용한다.